# Marquage routier préfabriqué
Dans le domaine du marquage routier, on désigne par marquage préfabriqué des feuilles de matériaux, prêtes à l’emploi pour être utilisées comme marquages routiers.

## Usage et descriptif
Les marquages préfabriqués peuvent être employés en marquage permanent comme temporaire. Ils sont souvent utilisés pour réaliser des marquages spéciaux (zébras, flèches, etc), mais aussi pour réaliser des lignes en milieux difficiles.
Ainsi suivant la nature de leur usage, ils peuvent se présenter en bandes, en morceaux d'une certaine longueur ou en rouleaux. Ils peuvent aussi découpés en forme de symboles ou de panneaux ou de parties de ceux-ci ce qui permet leur assemblage sur la route afin d'obtenir la forme souhaitée.
Ils sont en général blancs ou jaunes, mais à la demande, ils peuvent être réalisés sous une autre couleur.
Les bandes podotactiles ou bandes d’éveil à la vigilance sont une sorte de marquage préfabriqué.

## Mise en œuvre
Ils peuvent être appliqués à l'aide de colles, par pression ou à chaud (thermocollés), avec ou sans primaire.

## Performances après application[1]
Lorsque les travaux sont réalisés par une entreprise, le maître d’œuvre peut éventuellement fixer des exigences sur la nature et les propriétés physiques des produits de marquage, par contre il fixe dans tous les cas des indicateurs de performance après application.
Il s’agit des indicateurs suivants :
- coefficient de luminance sous éclairage diffus Qd,
- coefficient de luminance rétroréfléchie, par temps sec, par temps humide ou par temps de pluie,
- Coefficient d’adhérence,
- Enlevabilité.

Les objectifs d’indicateurs de performances peuvent être indiqués à plusieurs échéances : à la mise en service et après une certaine période sous circulation.